# Геранбојски рејон
Геранбојски рејон (азер. Gədəbəy rayonu), једна је од 78 административно-територијалних јединица Азербејџана. Налази се у западном делу земље, у пределу познатом као Ганџа-Казашки регион. Административни центар рејона се налази у граду Геранбој. 
Геранбојски рејон обухвата површину од 1.760 km² и има 96.200 становника (подаци из 2011). 
Административно, рејон се даље дели у 60 мањих општина.